# Épsilon Scuti
Épsilon Scuti (ε Sct / HD 173009 / HR 7032) es una estrella en la constelación de Scutum, el escudo de Sobieski. Es la séptima más brillante de la misma con magnitud aparente +4,90 y se encuentra a 538 ± 7 años luz del sistema solar.
Épsilon Scuti es una gigante luminosa amarilla de tipo espectral G8IIb —la «b» indica que dentro de este grupo es de las menor luminosidad— con una temperatura superficial de 4920 K.
Es 460 veces más luminosa que el Sol pero unas 7 veces menos luminosa que β Scuti, también gigante luminosa amarilla en esta misma constelación.
El radio de Épsilon Scuti es 30 veces más grande que el radio solar, equivalente a 0,14 UA.
Gira sobre sí misma a una velocidad de rotación proyectada de 6 km/s, por lo que su período de rotación puede ser de hasta 255 días.
Épsilon Scuti tiene una masa 4 veces mayor que la del Sol y su edad se estima en 180 millones de años.
Inició su vida como una estrella de la secuencia principal de tipo B6 mucho más caliente que hoy. Actualmente, agotado ya el hidrógeno, en su núcleo tiene lugar la fusión de helio en carbono y oxígeno.
Épsilon Scuti puede ser una estrella binaria, si bien no se conoce ni la naturaleza ni la separación de la posible acompañante.